# Paul Sophus Epstein
Paul Sophus Epstein (Varsóvia, então parte do Império Russo, atualmente Polônia, 20 de março de 1883 — Pasadena, 8 de fevereiro de 1966) foi um físico matemático russo naturalizado estadunidense.
Conhecido por suas contribuições para o desenvolvimento da mecânica quântica, fez parte de um grupo que incluiu Lorentz, Einstein, Minkowski, Rutherford, Sommerfeld, Röntgen, von Laue, Bohr, de Broglie, Ehrenfest e Schwarzschild. 